# دانييلي روسو (لاعب كرة قدم)
دانييلي روسو (بالإيطالية: Daniele Russo)‏ هو لاعب كرة قدم ومدرب كرة قدم إيطالي، ولد في 3 يوليو 1973 في روما في إيطاليا. لعب مع نادي بيروجيا ونادي بيستويسي ونادي بيسكارا.